# Hildenbrandiales
Ordre
Les Hildenbrandiales sont un ordre d’algues rouges de la sous-classe des Hildenbrandiophycidae dans la classe des Florideophyceae. 

## Liste des familles et genres
Selon AlgaeBase (19 mai 2012), Catalogue of Life (19 mai 2012) et World Register of Marine Species (19 mai 2012) : 
- famille des Hildenbrandiaceae Rabenhorst

Selon NCBI (19 mai 2012) :
- famille des Hildenbrandiaceae
  - genre Apophlaea
  - genre Hildenbrandia